# Dziura nad Korytem
Dziura nad Korytem (Korytarz pod Siwarową, Dziura pod Siwarową, Dziura pod Schodkami) – jaskinia, a właściwie schronisko, w Dolinie Małej Łąki w Tatrach Zachodnich. Wejście do niej znajduje się w stoku Zagonnej Turni, w pobliżu Żlebu Kamiennego i Siwarowej Przełęczy, na wysokości 1595 metrów n.p.m. Jaskinia jest pozioma, a jej długość wynosi 9 metrów.

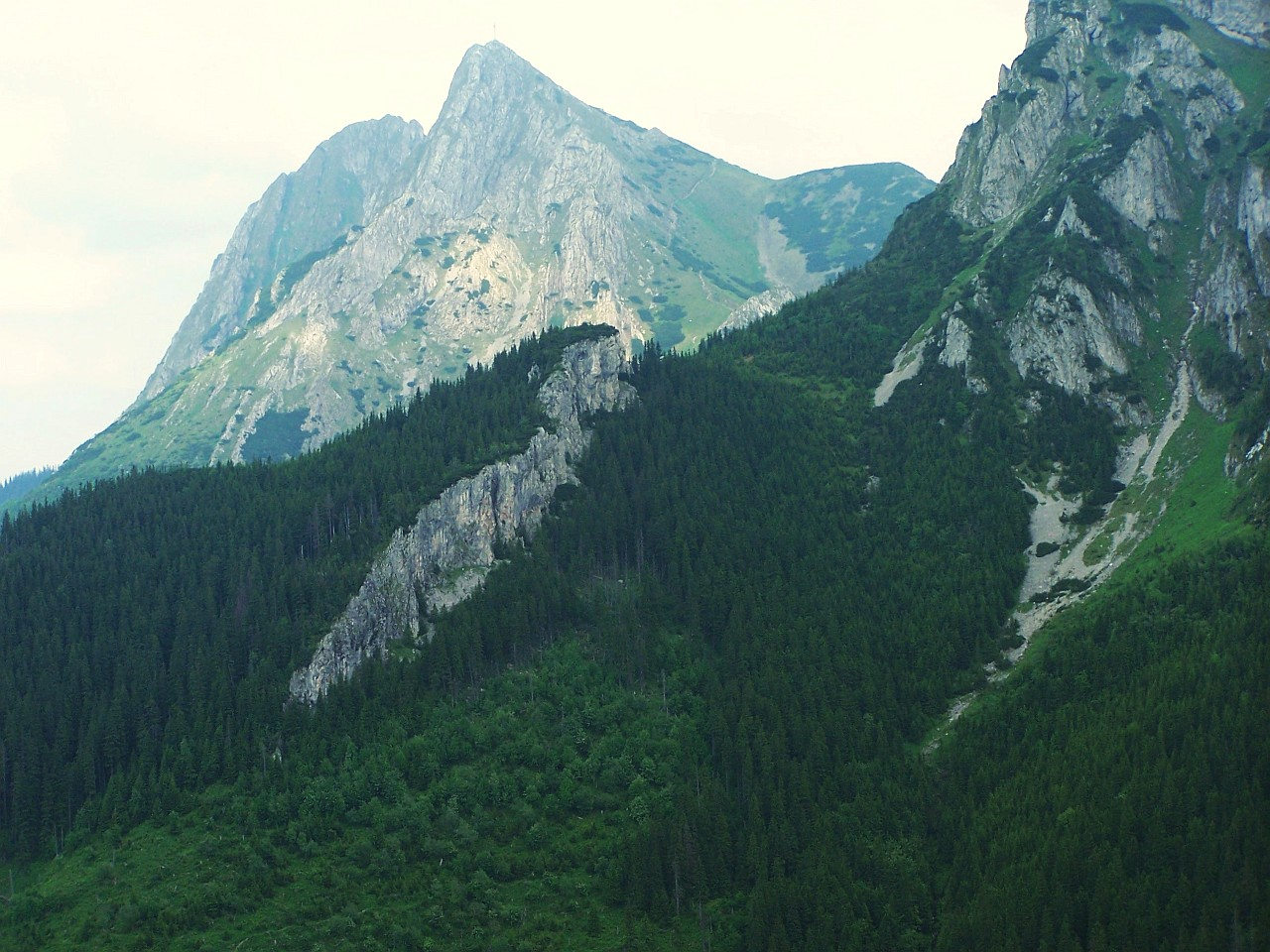
Siwarowa Przełęcz. Po jej prawej stronie Zagonna Turnia

## Opis jaskini
Jaskinię stanowi poziomy korytarz zaczynający się w niewielkim otworze wejściowym, a kończący namuliskiem.

## Przyroda
W jaskini brak jest nacieków. Ściany są suche, rosną na nich mchy, porosty i wątrobowce.

## Historia odkryć
Jaskinie odkryli M. Kruczek i S. Wójcik z Zakopanego w 1959 roku. Jej opis sporządził W. Habil w 1961 roku.